# Brownea leucantha
Brownea leucantha är en ärtväxtart som beskrevs av Nikolaus Joseph von Jacquin. Brownea leucantha ingår i släktet Brownea och familjen ärtväxter. Inga underarter finns listade i Catalogue of Life.